# Julien Bok
Julien Bok (* 14. März 1933 in Lodz) ist ein polnisch-französischer Physiker.
Bok studierte ab 1952 an der École normale supérieure (Paris) (ENS). 1956 erhielt er seine Agrégation und 1959 wurde er promoviert. Er forscht für das CNRS und war Professor an der ENS, der Universität Paris VI und der École supérieure de physique et de chimie industrielles de la ville de Paris (ESPCI).
Bok befasst sich mit Festkörperphysik (Supraleiter einschließlich Hochtemperatursupraleiter, Halbleiter).
1965 erhielt er den Louis-Ancel-Preis der französischen physikalischen Gesellschaft, 1993 den Prix Jaffé der Académie des Sciences und 1990 den Prix des trois physiciens. 2016 wurde er Ritter der Ehrenlegion und er ist Offizier der Palmes académiques und des Ordre national du Mérite.
Mit Pierre Morel veröffentlichte er ein mehrbändiges Physiklehrbuch (erschienen bei Hermann).

## Schriften (Auswahl)
- mit Guy Deutscher, Davor Pavuna, Stuart A. Wolf (Hrsg.): The gap symmetry and fluctuations in high-Tc superconductors, NATO Advanced Study Institute Series, Plenum 1998